# Vida i mort en un magatzem
Vida i mort en un magatzem (títol original en anglès, Life and Death in the Warehouse) és un telefilm dramàtic britànic del 2022, inspirat en històries reals dels treballadors de magatzems de la Gran Bretanya i les males condicions en què treballen. Està escrit per Helen Black, i és protagonitzat per Poppy Lee Friar i Aimee-Ffion Edwards. S'ha doblat i subtitulat al català.

## Sinopsi
La treballadora de pis Alys (Fiar) treballa en un centre de distribució, amb una setmana exigent de seixanta hores, a més d'estar embarassada. Quan la seva vella amiga Megan (Edwards) s'uneix a l'equip com a gestora en pràctiques, l'Alys espera que la seva història compartida la beneficiï. Però, desesperada per mantenir la seva nova feina, la Megan aviat empeny la feina d'Alys (la seva "taxa de selecció") fins a un punt perillós.

## Repartiment
- Poppy Lee Friar com a Alys
- Aimee-Ffion Edwards com a Megan
- Aled ap Steffan com a Devon
- Natalia Kostrzewa com a Nadia
- Maja Laskowska com a Karina
- Leon Charles com a Craig
- Darren Evans com a Ricky

## Producció
Black havia conegut Aysha Rafaele i Marco Crivellari a BBC Studios, al principi desenvolupant una sèrie de drama legal. Posteriorment, se li va demanar que treballés en un drama real amb el director Joe Bullman, basant-se en la seva investigació sobre els empleats de magatzem.

## Premis i reconeixements
La pel·lícula ha estat nominada als premis BAFTA Cymru de 2022 al drama televisiu.